# Esquí alpí als Jocs Olímpics d'hivern de 1994
Als Jocs Olímpics d'Hivern de 1994 celebrats a la ciutat de Lillehammer (Noruega) es disputaren deu proves d'esquí alpí, cinc en categoria masculina i cinc més en categoria femenina.
Les proves es realitzaren entre els dies 13 i 27 de febrer de 1994 a les instal·lacions de Hafjell (proves tècniques: eslàlom gegant, eslàlom i combinada) i Kvitfjell (proves de velocitat: descens i super gegant). Hi participaren un total de 250 esquiadors, entre ells 140 homes i 110 dones, de 45 comitès nacionals diferents.

## Resum de medalles

### Categoria masculina
| Prova                  | Or                   | Argent              | Bronze               |
| Descens Detalls        | Tommy Moe            | Kjetil André Aamodt | Ed Podivinsky        |
| Super Gegant Detalls   | Markus Wasmeier      | Tommy Moe           | Kjetil André Aamodt  |
| Eslàlom gegant Detalls | Markus Wasmeier      | Urs Kälin           | Christian Mayer      |
| Eslàlom Detalls        | Thomas Stangassinger | Alberto Tomba       | Jure Košir           |
| Combinada Detalls      | Lasse Kjus           | Kjetil André Aamodt | Harald Strand Nilsen |

### Categoria femenina
| Prova                  | Or                      | Argent              | Bronze          |
| Descens Detalls        | Katja Seizinger         | Picabo Street       | Isolde Kostner  |
| Super Gegant Detalls   | Diann Roffe-Steinrotter | Svetlana Gladisheva | Isolde Kostner  |
| Eslàlom gegant Detalls | Deborah Compagnoni      | Martina Ertl        | Vreni Schneider |
| Eslàlom Detalls        | Vreni Schneider         | Elfi Eder           | Katja Koren     |
| Combinada Detalls      | Pernilla Wiberg         | Vreni Schneider     | Alenka Dovžan   |

## Medaller
| Posició | País         | Or | Argent | Bronze | Total |
| 1       | Alemanya     | 3  | 1      | 0      | 4     |
| 2       | Estats Units | 2  | 2      | 0      | 4     |
| 3       | Noruega      | 1  | 2      | 2      | 5     |
| 4       | Suïssa       | 1  | 2      | 1      | 4     |
| 5       | Itàlia       | 1  | 1      | 2      | 4     |
| 6       | Àustria      | 1  | 1      | 1      | 3     |
| 7       | Suècia       | 1  | 0      | 0      | 1     |
| 8       | Rússia       | 0  | 1      | 0      | 1     |
| 9       | Eslovènia    | 0  | 0      | 3      | 3     |
| 10      | Canadà       | 0  | 0      | 1      | 1     |
|         |              |    |        |        |       |
| Total   | Total        | 10 | 10     | 10     | 30    |